# Орегон (Илиноис)
Орегон (енгл. Oregon) град је у америчкој савезној држави Илиноис. По попису становништва из 2010. у њему је живело 3.721 становника.

## Демографија
Према попису становништва из 2010. у граду је живело 3.721 становника, што је 339 (8,3%) становника мање него 2000. године.
| Група             | 2000.         | 2010.         |
| Белци             | 3.848 (94,8%) | 3.466 (93,1%) |
| Афроамериканци    | 41 (1,0%)     | 32 (0,9%)     |
| Азијати           | 23 (0,6%)     | 29 (0,8%)     |
| Хиспаноамериканци | 92 (2,3%)     | 156 (4,2%)    |
| Укупно            | 4.060         | 3.721         |